# Guttorm Åsulvsson
Guttorm Åsulvsson (1092-1150) fue un noble noruego de Rein, Rissa, Sør-Trøndelag, lendmann de la corona. Era hijo de Asulf Skulesson (n. 1068) y nieto de Skule Tostesson.
Procedente de las más nobles familias de Trøndelag, siguió las mismas pautas de influencia en la política del país como se refleja en sus matrimonios y descendencia.

## Herencia
Tuvo descendencia con al menos tres mujeres:
- Sigrid Torkjelsdotter (n. 1074), fruto de esa relación nació el caudillo de los birkebeiner, Bård Guttormsson.
- Eldrid Jonsdatter (n. 1092), hija de Jon Smorbalte (n. 1070), con quien tuvo tres hijos:

1. Ragnrid Guttormsdatter (n. 1138), quien casaría con Bjørne byrdarsvein (n. 1134) y fruto de esa relación nacería Eldrid Bjørnsdatter (n. 1158) que sería reina consorte de Magnus IV de Noruega.
2. Ingrid Guttormsdatter (n. 1140), quien casaría con Guttorm Østmansson de Jämtland.
3. Gudrud Guttormsdatter (n. 1142).

- Una dama desconocida, posiblemente hijo ilegítimo, Asulf Guttormsson (n. 1146).